# Chajr ad-Din al-Ahdab
Chajr ad-Din al-Ahdab lub Kheireddine al-Ahdab, arab. ‏خير الدين الأحدب‎ (ur. 1894 w Bejrucie, zm. 1941 w Marsylii we Francji) – libański polityk, pierwszy muzułmański premier Libanu w latach 1937–1938.